# Temagami
Temagami (Timagami, Temagami First Nation ili kraće TFN) /Te-mee-ay-gaming,  'deep water' /, jedna od lokalnih skupina Algonquian Indijanaca s obala istoimenog jezera u Kanadi. Svoje plemensko područje nazivaju nDaki Menan ili "my land" (jezik ojibwa). 
Danas žive na rezervatu Bear (Makominising='Berry island') island Reserve u jezeru Temagami na sjeveroistku Ontarija.
Prema kazivaču Chief Alex Paulu (1913.) F. G. Specku klanovi, tradicionalne obitelji i njihovi lovački teritoriji su:
Wabimakwa, totem Loon; obitelji: Paul, Becker i Friday Njihovo se lovno područje nalazilko na sjever do Latchforda, na istoku do rijeke Montreal i na zapad do istočne obale jezera Temagami. Obitelj Petrant ne spominju.
Nebane'gwune, totem Loon; obitelj Paul. Sjevero od rijeke Marten River pa do Shiningwood Baya na jezeru Temagami.
Caya'gwog'zi, totem Loon; obitelj Twain. Zapadno od rijeke Sturgeon River, istočno do jezera Temagami. uključujući i Bear Island.
Kane'jc, totem Kingfisher; obitelji: Peshabo i njihovi potomci. Sjeverni kraj jezera Temagami, jezero Anima-Nipissing
Aya'nda'ckwe, totem Kingfisher; obitelji Moore i Turner. Od jezera Wawiagama do jezera Seagram i Yorston Lake na sjeveru.
Djakwunigan, klan Kingfisher; obitelj Pearce. Od Smoothwater Lake na sjever do Gowganda Lake. Grd Gowganda je na zapadnopj granici.
Pawagi'dak-we, klan Kingfisher. Obitelj Pierce ili Pearse. Piercove je federalna vlada dodala na listu bande Matachewan. Teritorij im ide od Gowganda Lake sjeverno do West Montreal River. Grad Gowganda je unutar granica.
Cumca'ckiwe, totem Caribou; obitelj Potts. Južno od jezera Temagami do grada Field.
Kamino'chama, totem Caribou; obitelj: Turner. Od jezera Dougherty na jugu do jezera Stull Lake na sjeveru, duž rijeke Sturgeon. istočna granica je Ishpatina Ridge
Wendaban, totem Rattlesnake; obitelj Katt i potomci. Okolica jezera Diamond Lake, Lady Evelyn Lake, istočno do rijeke Montreal River.
Ke'Ke'K, totem Rattlesnake; obitelj Katt. Okolica jezera Makobe Lake
Misa'bi, totem Beaver; obitelj: Missabie. Sjeverna polovica jezera Obabika Lake, sjeverno do Florence Lake.
Koho'je Pi-Ku'djick, klan nepoznat; obitelj: razne. Podrulje uključuje Elk Lake, prema jugu do rijeke Montreal i na jugozapad do planina Maple Mountain.
Menitcu'wac, totem nepoznat; obitelji: četiri obitelji Indijanaca Matachewan. Između Montreal Rivera na zapad do Longpoint Lake.